# Photis typhlops
Photis typhlops är en kräftdjursart som beskrevs av Chris Conlan 1994. Photis typhlops ingår i släktet Photis och familjen Isaeidae. Inga underarter finns listade i Catalogue of Life.